# Этуаль де Бессеж 2024
54-й выпуск Этуаль де Бессеж — шоссейной многодневной велогонки по дорогам Франции. Гонка проходила с 31 января по 4 февраля 2024 года в рамках Европейского тура UCI 2024. Победителем стал датский велогонщик Мадс Педерсен.

## Участники
| UCI WorldTeams (7)- Alpecin-Deceuninck - Arkéa-B&B Hotels - Cofidis - Decathlon-AG2R La Mondiale - EF Education-EasyPost - Groupama-FDJ - Lidl-Trek UCI ProTeams (8)- Bingoal WB - Equipo Kern Pharma - Lotto Dstny - Corratec-Vini Fantini - Team Flanders-Baloise - TotalEnergies - Tudor Pro Cycling Team - Uno-X Mobility UCI Continental Teams (4)- CIC U Nantes Atlantique - Nice Métropole Côte d'Azur - Saint Michel-Mavic-Auber 93 - Van Rysel-Roubaix |
| |

## Маршрут
| Этап | Дата   | Маршрут                             | type                    | Длина (км) | Высота (м) | Победитель    | Лидер генеральной классификации |
| ---- | ------ | ----------------------------------- | ----------------------- | ---------- | ---------- | ------------- | ------------------------------- |
| 1    | 31 янв | Бельгард – Бельгард                 | равнинный               | 160,6      | 518 м      | отмена этапа  |                                 |
| 2    | 1 фев  | Marguerittes – Rousson              | холмистый               | 163,58     | 2060 м     | Аксель Лоранс | Аксель Лоранс                   |
| 3    | 2 фев  | Бессеж – Бессеж                     | холмистый               | 161,11     | 2326 м     | Мадс Педерсен | Мадс Педерсен                   |
| 4    | 3 фев  | Méjannes-le-Clap – Méjannes-le-Clap | холмистый               | 158,48     | 1801 м     | Самюэль Леру  | Мадс Педерсен                   |
| 5    | 4 фев  | Алес – Алес                         | индивидуальная разделка | 10,645     | 172 м      | Кевин Воклен  | Мадс Педерсен                   |

## Лидеры классификаций
| Этап |                         | Победитель _  | Генеральная классификация | Очковая        | Горная            | Молодёжная     | Командная по времени _     |
| ---- | ----------------------- | ------------- | ------------------------- | -------------- | ----------------- | -------------- | -------------------------- |
| 1    | равнинный               | отмена этапа  | не определялся            | не определялся | не определялся    | не определялся | не определялся             |
| 2    | холмистый               | Аксель Лоранс | Аксель Лоранс             | Аксель Лоранс  | Jean-Louis Le Ny  | Аксель Лоранс  | Groupama-FDJ               |
| 3    | холмистый               | Мадс Педерсен | Мадс Педерсен             | Мадс Педерсен  | Джонас Абрахамсен | Аксель Лоранс  | Groupama-FDJ               |
| 4    | холмистый               | Самюэль Леру  | Мадс Педерсен             | Мадс Педерсен  | Джонас Абрахамсен | Аксель Лоранс  | Decathlon-AG2R La Mondiale |
| 5    | индивидуальная разделка | Кевин Воклен  | Мадс Педерсен             | Мадс Педерсен  | Джонас Абрахамсен | Кевин Воклен   | Decathlon-AG2R La Mondiale |
| Итог | Итог                    |               | Мадс Педерсен             | Мадс Педерсен  | Джонас Абрахамсен | Кевин Воклен   | Decathlon-AG2R La Mondiale |

## Итоговые классификации
| \| Генеральная классификация \| Генеральная классификация \| Генеральная классификация \| Генеральная классификация \| Генеральная классификация \| \| Гонщик \| Гонщик \| Команда \| Время \| \| \| ------------------------- \| ------------------------- \| -------------------------- \| ------------------------- \| ------------------------- \| \| 1-й \| Мадс Педерсен \| Lidl-Trek \| 11ч 00' 58 \| \| \| 2-й \| Кевин Воклен \| Arkéa-B&B Hotels \| + 2 \| \| \| 3-й \| Альберто Беттиоль \| EF Education-EasyPost \| + 32 \| \| \| 4-й \| Бен Хили \| EF Education-EasyPost \| + 43 \| \| \| 5-й \| Реми Роша \| Groupama-FDJ \| + 51 \| \| \| 6-й \| Орельен Паре-Пинтре \| Decathlon-AG2R La Mondiale \| + 51 \| \| \| 7-й \| Алекс Баудин \| Decathlon-AG2R La Mondiale \| + 54 \| \| \| 8-й \| Дженно Беркмоэс \| Lotto Dstny \| + 56 \| \| \| 9-й \| Брент Ван Мер \| Lotto Dstny \| + 58 \| \| \| 10-й \| Кевин Генитц \| Groupama-FDJ \| + 59 \| \| |                     |                            |            |
| |                     |                            |            |
| Источник: ProCyclingStats |                     |                            |            |
| Генеральная классификация |                     |                            |            |
| Гонщик | Гонщик              | Команда                    | Время      |
| 1-й | Мадс Педерсен       | Lidl-Trek                  | 11ч 00' 58 |
| 2-й | Кевин Воклен        | Arkéa-B&B Hotels           | + 2        |
| 3-й | Альберто Беттиоль   | EF Education-EasyPost      | + 32       |
| 4-й | Бен Хили            | EF Education-EasyPost      | + 43       |
| 5-й | Реми Роша           | Groupama-FDJ               | + 51       |
| 6-й | Орельен Паре-Пинтре | Decathlon-AG2R La Mondiale | + 51       |
| 7-й | Алекс Баудин        | Decathlon-AG2R La Mondiale | + 54       |
| 8-й | Дженно Беркмоэс     | Lotto Dstny                | + 56       |
| 9-й | Брент Ван Мер       | Lotto Dstny                | + 58       |
| 10-й | Кевин Генитц        | Groupama-FDJ               | + 59       |

| Очковая классификация | Очковая классификация | Очковая классификация | Очковая классификация | Очковая классификация |
| Гонщик                | Гонщик                | Команда               | Очки                  |                       |
| --------------------- | --------------------- | --------------------- | --------------------- | --------------------- |
| 1-й                   | Мадс Педерсен         | Lidl-Trek             | 72 очков              |                       |
| 2-й                   | Кевин Воклен          | Arkéa-B&B Hotels      | 42 очков              |                       |
| 3-й                   | Аксель Лоранс         | Alpecin-Deceuninck    | 37 очков              |                       |
| 4-й                   | Самюэль Леру          | Van Rysel-Roubaix     | 35 очков              |                       |
| 5-й                   | Альберто Беттиоль     | EF Education-EasyPost | 30 очков              |                       |

| Очковая классификация | Очковая классификация | Очковая классификация | Очковая классификация | Очковая классификация |
| Гонщик                | Гонщик                | Команда               | Очки                  |                       |
| --------------------- | --------------------- | --------------------- | --------------------- | --------------------- |
| 1-й                   | Мадс Педерсен         | Lidl-Trek             | 72 очков              |                       |
| 2-й                   | Кевин Воклен          | Arkéa-B&B Hotels      | 42 очков              |                       |
| 3-й                   | Аксель Лоранс         | Alpecin-Deceuninck    | 37 очков              |                       |
| 4-й                   | Самюэль Леру          | Van Rysel-Roubaix     | 35 очков              |                       |
| 5-й                   | Альберто Беттиоль     | EF Education-EasyPost | 30 очков              |                       |

| Горная классификация | Горная классификация | Горная классификация       | Горная классификация | Горная классификация |
| Гонщик               | Гонщик               | Команда                    | Очки                 |                      |
| -------------------- | -------------------- | -------------------------- | -------------------- | -------------------- |
| 1-й                  | Джонас Абрахамсен    | Uno-X Mobility             | 42 очков             |                      |
| 2-й                  | Jean-Louis Le Ny     | Nice Métropole Côte d'Azur | 16 очков             |                      |
| 3-й                  | Алексис Гужар        | Cofidis                    | 14 очков             |                      |
| 4-й                  | Саймон Карр          | EF Education-EasyPost      | 14 очков             |                      |
| 5-й                  | Дрис Де Бондт        | Decathlon-AG2R La Mondiale | 12 очков             |                      |

| Горная классификация | Горная классификация | Горная классификация       | Горная классификация | Горная классификация |
| Гонщик               | Гонщик               | Команда                    | Очки                 |                      |
| -------------------- | -------------------- | -------------------------- | -------------------- | -------------------- |
| 1-й                  | Джонас Абрахамсен    | Uno-X Mobility             | 42 очков             |                      |
| 2-й                  | Jean-Louis Le Ny     | Nice Métropole Côte d'Azur | 16 очков             |                      |
| 3-й                  | Алексис Гужар        | Cofidis                    | 14 очков             |                      |
| 4-й                  | Саймон Карр          | EF Education-EasyPost      | 14 очков             |                      |
| 5-й                  | Дрис Де Бондт        | Decathlon-AG2R La Mondiale | 12 очков             |                      |

| Молодёжная классификация | Молодёжная классификация | Молодёжная классификация   | Молодёжная классификация | Молодёжная классификация |
| Гонщик                   | Гонщик                   | Команда                    | Время                    |                          |
| ------------------------ | ------------------------ | -------------------------- | ------------------------ | ------------------------ |
| 1-й                      | Кевин Воклен             | Arkéa-B&B Hotels           | 11ч 24' 36               |                          |
| 2-й                      | Алекс Баудин             | Decathlon-AG2R La Mondiale | + 52                     |                          |
| 3-й                      | Дженно Беркмоэс          | Lotto Dstny                | + 54                     |                          |
| 4-й                      | Аксель Лоранс            | Alpecin-Deceuninck         | + 1' 01                  |                          |
| 5-й                      | Алек Сегерт              | Lotto Dstny                | + 1' 29                  |                          |

| Молодёжная классификация | Молодёжная классификация | Молодёжная классификация   | Молодёжная классификация | Молодёжная классификация |
| Гонщик                   | Гонщик                   | Команда                    | Время                    |                          |
| ------------------------ | ------------------------ | -------------------------- | ------------------------ | ------------------------ |
| 1-й                      | Кевин Воклен             | Arkéa-B&B Hotels           | 11ч 24' 36               |                          |
| 2-й                      | Алекс Баудин             | Decathlon-AG2R La Mondiale | + 52                     |                          |
| 3-й                      | Дженно Беркмоэс          | Lotto Dstny                | + 54                     |                          |
| 4-й                      | Аксель Лоранс            | Alpecin-Deceuninck         | + 1' 01                  |                          |
| 5-й                      | Алек Сегерт              | Lotto Dstny                | + 1' 29                  |                          |

| Командная классификация по времени | Командная классификация по времени | Командная классификация по времени | Командная классификация по времени |
| Команда                            | Команда                            | Время                              |                                    |
| ---------------------------------- | ---------------------------------- | ---------------------------------- | ---------------------------------- |
| 1-й                                | Decathlon-AG2R La Mondiale         | 34ч 16' 26                         |                                    |
| 2-й                                | Groupama-FDJ                       | + 24                               |                                    |
| 3-й                                | Lotto Dstny                        | + 41                               |                                    |
| 4-й                                | EF Education-EasyPost              | + 53                               |                                    |
| 5-й                                | Cofidis                            | + 1' 55                            |                                    |

| Командная классификация по времени | Командная классификация по времени | Командная классификация по времени | Командная классификация по времени |
| Команда                            | Команда                            | Время                              |                                    |
| ---------------------------------- | ---------------------------------- | ---------------------------------- | ---------------------------------- |
| 1-й                                | Decathlon-AG2R La Mondiale         | 34ч 16' 26                         |                                    |
| 2-й                                | Groupama-FDJ                       | + 24                               |                                    |
| 3-й                                | Lotto Dstny                        | + 41                               |                                    |
| 4-й                                | EF Education-EasyPost              | + 53                               |                                    |
| 5-й                                | Cofidis                            | + 1' 55                            |                                    |